# Gerven
Gerven is een bosgebied in de gemeente Putten, in de Nederlandse provincie Gelderland. Het ligt ten zuiden van Huinen, aan de grens met de gemeente Nijkerk.
Hoofdplaats: Putten

Buurtschappen: Bijsteren · Diermen · Gerven · Halvinkhuizen · Hell · Hoef · Huinen · Huinerbroek · Huinerwal · Koudhoorn · Krachtighuizen · 't Oever · Steenenkamer · Veenhuizerveld

Gelderland: Steden en dorpen in Gelderland      Nederland: Provincies · Gemeenten